# Leonida Tonelli

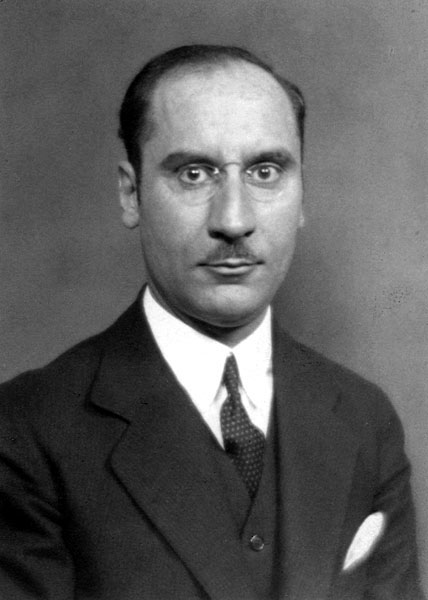
Leonida Tonelli

Leonida Tonelli (* 19. April 1885 in Gallipoli (Lecce); † 12. März 1946 in Pisa) war ein italienischer Mathematiker, ein Schüler von Cesare Arzelà.

## Leben und Werk
Tonelli studierte in Bologna, wo er 1906 sein Diplom (Laurea) erhielt. Im Jahre 1913 wurde er an der Universität von Cagliari zum Professor ernannt. Über die Stationen Parma (Berufung 1914) und  Bologna (Berufung 1922) kam er schließlich 1930 nach Pisa, wo er bis zu seinem Lebensende blieb (von einer Zeit 1939 bis 1942 an der Universität Rom abgesehen) und eine in Italien führende Schule von Analytikern aufbaute.
Tonellis Hauptarbeitsgebiet war die Analysis; insbesondere befasste er sich mit der Variationsrechnung als einem seiner thematischen Schwerpunkte, aber auch mit Maß- und Integrationstheorie, trigonometrischen Reihen und Fourier-Analysis. Nach ihm ist der Satz von Fubini-Tonelli aus der Integrationstheorie benannt.
Er war Mitglied der Accademia dei Lincei und der päpstlichen Akademie der Wissenschaften. 1928 hielt er einen Plenarvortrag auf dem Internationalen Mathematikerkongress in Bologna mit dem Titel Il contributo italiano alla teoria delle funzioni di variabili reali (deutsch: Der italienische Beitrag zur Theorie der Funktionen reeller Variablen).

## Werke und Schriften
- Fondamenti di Calcolo delle Variazioni. Zanichelli, Bologna, Bd. 1: 1922, Bd. 2: 1923
- Serie trigonometriche. Zanichelli, Bologna 1928

## Bibliographisches
- Silvio Cinquini: Leonida Tonelli, Annali della Scuola Normale Superiore di Pisa - Classe di Scienze, (2. Folge), Bd. 15, 1946(1950), S. 1–37